# All I See
Az All I See című dal az ausztrál énekes-dalszerző Kylie Minogue 2008. március 11-én megjelent kislemeze 10. X című stúdióalbumáról. A dalt Jonas Jeberg, Mich Hedin Hansen, Edwin "Lil" Eddie, és Serrano írta. A produceri munkálatokat Jeberg és Cutfather végezte. A dalt 2008. március 11-én digitálisan jelentették meg Észak-Amerikában, majd 2008. november 22-én ötödik kislemezként az albumról Ausztráliában. Zenei szempontból a dal egy R&B dal, mely egy interpolációt tartalmaz a Gap Band "Outstanding" című dalából, melyet Raymond Calhoun írt.

## Megjelenés
Az album és a dal népszerűsítése érdekében Minogue számos televíziós műsorban megjelent az Egyesült Államokban. 2008. március 31-én a Today Show-ban szerepelt, ahol Matt Laurel készített vele interjút. Április 1-én Minogue a Dancing With the Stars-ban énekelte el a dalt. 2008. április 7-én Minogue az Ellen DeGeneres showműsorban adta elő a dalt. A kislemezt Kanadában és az Egyesült Államokban jelentették meg, hogy fellendítsék Minogue imázsát az államokban, mivel úgy tűnt, hogy alacsony a népszerűsége, azonban így is csak a 3. helyet sikerült elérnie az amerikai dance listán.

## Videoklip
Az "All I See" videóját William Baker, Minogue kreatív igazgatója rendezte. A klipet három órán belül leforgatták, miközben Minogue a KylieX2008 turnéinak próbáin dolgozott. A videót Minogue weboldalán keresztül mutatták be 2008. április 18-án. A klip fekete-fehérben készült, és Minogue különféle ruhákban szerepelt, Marco Da Silva táncos kíséretében.

## Kritikák
Az "All I See" általában vegyes kritikákat kapott a legtöbb zenekritikustól. Sal Cinquemani a Slant magazintól kibővített áttekintést adott a dalról:

Minogue a tavalyi nemzetközi megjelenése óta három kislemezt adott ki a 10. X című stúdióalbumáról. Azonban az "All I See" a lemez hivatalos első kislemeze az Egyesült Államokban. Ez az egyetlen dal a három kimásolt dal közül, amely nem igazán illeszkedik a 10. album euro-disco, mash-up stílusához. Az album áttekintésében Dave Hughes kritikus is összehasonlította a dalt Janet Jackson 1997-es "Together Again" című dalával, melynek vokálja hasonló Minogue dalához, illetve Ne-Yo "Because of You" című szerzeményéhez is.
Ha a rádióállomások helyet adtak Natasha Bedingfield "Love Sike" című dalának, akkor biztosan lesz hely az "All I See" számára is. Noha a MIMS által készített remmix hamarosan elhangzik a rádióállomásokon, még mindig nincs kész videó a dalból. Tehát ha a dal kudarcot vall, akkor Minogue amerikai rajongói hibáztathatják a lemezkiadót, amely nem tudta, hogyan kell szupersztárt eladni az Egyesült Államokban a "Can't Get You Out of My Head" óta.

## Élő előadások
A dal népszerűsítése érdekében Minogue az Egyesült Államokban fellépett néhány televíziós műsorban, hogy előadja az "All I See" című dalt, melyet a "Can't Get You Out of My Head" című dallal együtt énekelt el 2008. április 1-én. Az előadás során platina szőke parókát, piros flitterrel ellátott mini-ruhát, és aranyplatformcipőt viselt. Ez volt az első amerikai előadása a televízióban öt év után, és 20 millió nézőt vonzott az előadás. Minogue a Late Night Show-ban is előadta a dalt Craig Fergussonnal, és az Ellen DeGeneres showműsorban is, valamint a KylieX2008 turnén is.

## Formátumok és számlista
| Amerikai promóciós kislemez #1 1. All I See - 3:04 2. All I See (Instrumental) - 3:04 Amerikai promóciós kislemez #2 1. All I See (featuring Mims) - 3:51 2. All I See - 3:04 Ausztrál digitális letöltés 1. All I See (featuring Mims) - 3:51 2. All I See (Album Version) - 3:04 3. In My Arms (Spitzer Dub) - 5:05 | Egyéb hivatalos verziók 1. All I See (Original Dub/MARK!'s Sleazy Club Redux dub) - 7:09 2. All I See (Original Extended Mix/MARK!'s Sleazy Club Redux Vocal) - 7:12 3. All I See (MARK!'s Latin House Radio Mix) - 3:15 4. All I See (MARK!'s Latin House Vocal) - 7:50 5. All I See (MARK!'s Latin House Dub) - 7:42 6. All I See (MARK!'s Deep House Radio Mix) - 3:22 7. All I See (MARK!'s Deep House Vocal) - 7:31 8. All I See (MARK!'s Deep House Dub) - 7:48 |

## Slágerlista
| Slágerlista (2008)                  | Legjobb helyezések |
| ----------------------------------- | ------------------ |
| Kanada (Canadian Hot 100)           | 81                 |
| Global Dance Tracks (Billboard)     | 37                 |
| Magyarország (Rádiós Top 40)        | 36                 |
| Romania (Romanian Top 100)          | 92                 |
| US Hot Dance Club Songs (Billboard) | 3                  |

| Slágerlista (2008)              | Helyezés |
| ------------------------------- | -------- |
| US Dance Club Songs (Billboard) | 26       |

## Megjelenések
| Ország           | Dátum              | Formátum                | Label                  | Ref.   |
| ---------------- | ------------------ | ----------------------- | ---------------------- | ------ |
| Egyesült Államok | 2008. március 11.  | Digitális letöltés      | Capitol Astralwerks    | [ 17 ] |
| Ausztrália       | 2008. november 22. | Digitális letöltés (EP) | Warner Music Australia | [ 18 ] |